# 網野徹哉
網野徹哉（日语：／ Amino Tetsuya，1960年4月13日—）是一名日本歷史學家，目前擔任東京大學大學院綜合文化研究科教授，專攻安第斯社會史。網野1979年畢業於愛知縣立旭丘高等學校，分別在1984年、1986年獲得東京大學西洋史專業學士學位、地域文化專業碩士學位。1987年-1989年之間，網野曾到西班牙塞維利亞大學留學，1989年，網野在攻讀東京大學博士課程的中途退學，並在當年任東京大學教養學部中南美分科助手。網野1990年起擔任菲利斯女學院大學國際文化學科專任講師、1994年升任東京大学教養学部助教授。2007年、升為副教授。2012年，升為正職教授。父親是知名日本史學者網野善彥。

## 著書
- 『興亡の世界史 第12巻　インカとスペイン帝国の交錯』講談社 2008／講談社学術文庫 2018.11 （《印加與西班牙的交錯》[2]）
  - 中譯本 『印加與西班牙的交錯──從安地斯社會的轉變，看兩個帝國的共生與訣別』（李毓中審訂，八旗文化, 2018年）
- 『インディオ社会史　アンデス植民地時代を生きた人々』みすず書房 2012

### 共同編著
- 『世界の歴史 18 ラテンアメリカ文明の興亡』 高橋均と共著、中央公論社 1997／中公文庫 2009.11
- 『アンデス世界 = LOS ANDES 交渉と創造の力学』染田秀藤・関雄二共編、世界思想社 2012

## 外部連結
- 網野徹哉在東京大學的個人主頁 （页面存档备份，存于）